# Omereque (plaats)
Omereque (Quechua: Umiriqi) is een plaats in het departement Cochabamba, Bolivia. De plaats is gelegen in de gelijknamige gemeente, in de Narciso Campero provincie. De plaats is gelegen aan de Ruta 7, die van Santa Cruz tot Cochabamba loopt. In de gemeente Omereque wordt door 86,3 procent van de bevolking Quechua gesproken.

## Bevolking
| Jaar | Populatie |
| ---- | --------- |
| 1992 | 626       |
| 2001 | 885       |
| 2012 | 1.335     |